# Немилов, Сергей Владимирович
Сергей Владимирович Немилов (род. 3 января 1939 года, Москва) — учёный физико-химик, крупный специалист в области физико-химических свойств стекол, стеклообразующих расплавов и неравновесной термодинамики, лауреат премии имени И. В. Гребенщикова.

## Биография
Родился 3 января 1939 года в Москве в семье В. А. Немилова, учёного химика и металлографа, доктора химических наук, профессора МГУ, лауреата Сталинской премии (1948).
В 1956 году окончил школу с золотой медалью.
В 1961 году окончил химический факультет Ленинградского государственного Университета.
Научный руководитель (с 1957 до дня его кончины в 1964 году) — всемирно известный ученый, профессор ЛГУ Р. Л. Мюллер, который тогда возглавлял группу специалистов в ГОИ, которые разрабатывали новейший класс материалов той поры — халькогенидные стёкла оптического назначения. Материалы дипломной работы, а затем кандидатской диссертации по халькогенидным стеклам Немилова сразу получили широкую известность.
С 1961 по 1964 годы — очная аспирантура в Государственном оптическом институте (ГОИ).
В 1965 году — защита кандидатской диссертации.
В 1971 году — защита докторской диссертации (специальность физическая химия).
В 1988 утвержден в звании профессора (специальность «Физическая химия»).
С 1964 по 2005 годы — работа в ГОИ, в должностях младшего научного сотрудника, старшего научного сотрудника, начальника лаборатории, ведущего научного сотрудника и главного научного сотрудника.
С 1970 по 1991 годы — возглавлял одну из старейших лабораторий ГОИ, основанную И. В. Гребенщиковым.
В 1965—1967 годах — по совместительству с основной работой читает курсы лекций в Ленинградском Политехническом институте («Кристаллохимия полупроводников») и в Ленинградском государственном университете («Химическая кинетика и катализ»).
В 2002 — работал в одном из университетов Канады (Гамильтон, Университет Макмастера) по приглашению.
С 2005 года — профессор кафедры Оптоинформационных технологий и материалов СПб ГУ ИТМО.

### Научная деятельность
Научная деятельность направлена на обнаружение фундаментальных закономерностей, существующих в мире стеклообразных и кристаллических веществ, которые связывают свойства материалов и их структуру, и на разработку теоретических основ этих взаимосвязей.
Основные направления научных исследований:
- исследование вязкости неорганических стеклообразующих систем и их структуры;
- разработка основ молекулярного механизма вязкого течения стекол и стеклообразующих расплавов
- исследование природы взаимодействия излучения с веществом
- вопросы теории взаимосвязи модулей упругости, энергии химического взаимодействия и характеристик межатомного потенциала в твердых телах различной природы
- экспериментальные и теоретические исследования релаксационных процессов в стеклах и в расплавах
- термодинамика стеклообразного состояния
- кристаллизация стеклообразующих расплавов.

Автор около 200 научных работ в отечественных и зарубежных журналах, в том числе 2 авторских свидетельств (большая часть статей — без соавторов), монографии, изданная в США (1995): «Thermodynamic and Kinetic Aspects of the Vitreous State» и учебника, изданного в России (2018) «Научные основы материаловедения стекол».

### Педагогическая деятельность
Педагогическая работа в СПБ ГУ ИТМО в качестве профессора началась в рамках функционирования базовой кафедры ГОИ в Университете ИТМО с 1992 года.
С декабря 2005 году полностью перешёл в Университет, где в настоящее время читает курсы оптического материаловедения: «Физическая химия стекла» и «Оптические стекла», которые основаны на собственном научном опыте и во многом логика построения материала следует логике его научного мировоззрения.
Под его руководством защищено 5 кандидатских диссертаций.

### Общественная деятельность
Член Научного совета АН СССР по природе стеклообразного состояния (с 1965 по 1991 годы).
Принимал активное участие в организации и в проведении многочисленных Всесоюзных совещаний по стеклообразному состоянию, Всесоюзных симпозиумов по механическим, электрическим и др. свойствам, в работе научных школ, семинаров с приглашением иностранных ученых и без них.
Заместитель Главного редактора журнала Академии наук «Физика и химия стекла» (с 1975 по 2001 годы).
Регулярно принимает участие в Международных научных мероприятиях, куда приглашается с лекциями и докладами.
В настоящее время:
- рецензент ряда отечественных журналов (Оптический журнал, Физика и химия стекла, Журнал прикладной химии, Журнал физической химии и др.), и ряда зарубежных (Journal of Non-Сrystalline Solids, Thermochimica Acta, Physica В (Europhys. Journal), Philosophical Magazine, и др.).
- входит в состав бюро постоянно действующего семинара «Физическая химия стекла и стеклообразующих расплавов», функционирующего под эгидой Санкт-Петербургского отделения Российского химического общества имени Д. И. Менделеева.

### Увлечения и хобби
Коллекционирование записей классической музыки эпохи барокко.
Судья всесоюзной категории (сейчас это высшая категория) по академической гребле, член Всероссийской коллегии судей соответствующей Федерации. Принимал участие в организации и судействе соревнований самых различных уровней с 70-х годов XX века.

## Награды
Премия имени И. В. Гребенщикова (1997) — за цикл работ «Термодинамика стеклообразного состояния»